# كريستيان مانريكي
كريستيان مانريكي (بالإسبانية: Christian Manrique)‏ هو لاعب كرة قدم إسباني في مركز الدفاع، ولد في 2 أكتوبر 1998 في موستوليس في إسبانيا. لعب مع نادي أومونيا.